# Wallberg-Hütte
Die Wallberg-Hütte – alternativ Wallberghütte geschrieben – ist eine privat betriebene Hütte am Rand des Pfälzerwald.

## Lage
Die Hütte befindet sich innerhalb der Haardt, wie der Ostrand des Pfälzerwald genannt wird, innerhalb der Waldgemarkung der Stadt Deidesheim, deren Siedlungsgebiet einen Kilometer östlich beginnt, auf dem namensgebenden Waldberg, der im Dialekt oft „Wallberg“ genannt wird. Unmittelbar östlich von ihr befindet sich ein Sportplatz und nördlich das Turnerehrenmal. Weiter südlich und östlich erstreckt sich das Naturschutzgebiet Haardtrand – Am Bechsteinkopf.

## Geschichte
Die Wallberg-Hütte wurde 1968 eröffnet und wird mittlerweile in dritter Generation von der Familie Knecht bewirtschaftet.

## Betrieb
Die Hütte ist samstags, sonn- und feiertags jeweils ab elf Uhr geöffnet. Es werden hauptsächlich Gerichte aus der Pfälzer Küche angeboten. Sitzplätze existieren sowohl inner- als auch außerhalb des Gebäudes. In letzterem befindet sich ein Kaminofen. Hinzu kommt eine Außenbar samt Biergarten.

## Tourismus
Etwas nördlich der Hütte verlaufen ein Wanderweg, der mit einem weiß-blauen Balken markiert ist und von Battenberg bis nach Wörth am Rhein führt, sowie ein Rundwanderweg, der mit der Zahl „3“ gekennzeichnet ist.